# Rathaus Marzahn
Das Alte Rathaus Marzahn ist ein Baudenkmal und ehemaliges Rathaus im Berliner Ortsteil Marzahn des Bezirks Marzahn-Hellersdorf. Es steht auf dem Helene-Weigel-Platz und ist eines der Dienstgebäude der Bezirksverwaltung.

## Geschichte
Das Rathaus wurde nach den Entwürfen eines Architektenkollektivs des Ingenieurhochbaus Berlin von Wolf-Rüdiger Eisentraut, Karla Bock und Bernd Walther von 1986 bis 1988 in Plattenbauweise errichtet und am 10. Januar 1989 eröffnet. Eigentlich sollte es an der Marzahner Promenade gebaut werden. Nur für kurze Zeit war es der Dienstsitz des einstigen SED-Bürgermeisters Gerd Cyske, später von SPD-Bürgermeister Andreas Röhl und seinem PDS-Nachfolger Harald Buttler. Im Jahr 2001 kam es zu einer Bezirksfusion von Marzahn und Hellersdorf und zu einer Neuordnung der Verwaltungsstruktur. Das ehemalige Rathaus wurde zum Dienstgebäude für verschiedene Abteilungen und bezirkliche Dienstleistungen.

## Architektur
Das Gebäude ist ein kubischer Stahlskelettbau mit einer Fassade aus Betongroßtafeln mit Spaltklinkermustern und begrüntem Foyer. Das Alte Rathaus zählt wegen seiner Individualität zu den anspruchsvollen Bauten der späten DDR und steht seit dem Jahr 2008 unter Denkmalschutz. Es ist eines der wenigen Rathäuser, die in der DDR zu diesem Zweck erbaut wurden.